# جون مورس هايدون
جون مورس هايدون هو سياسي أمريكي، ولد في 27 يناير 1920 في بيلينغز في الولايات المتحدة، وتوفي في 18 أبريل 1991 في أولمبيا في الولايات المتحدة. نشط حزبياً في الحزب الجمهوري. وقد انتخب حاكم ساموا الأمريكية ‏ (1 أغسطس 1969 – 14 أكتوبر 1974).